# پشت‌آتشی کاکل‌دار بورنئویی
پشت‌آتشی کاکل‌دار بورنئویی (نام علمی: Lophura ignita) نام یک گونه از زیرخانواده قرقاولیان است.